# Reggimento Savoia
Il Reggimento Savoia fu, insieme al Reggimento Monferrato, il più antico reggimento dell'esercito sabaudo, e anche dell'esercito italiano. Con il nome di "1º Reggimento "San Giusto" esistette fino al 2008.

## Storia
Il reggimento venne creato nel 1624 quando venne costituito come Reggimento "Fleury", formato con truppe francesi dal marchese Trivier de Fleury al servizio di Carlo Emanuele I di Savoia. Era costituito da 1500 uomini, tutti francesi, organizzati in 15 compagnie. Nel 1628-1631 prende parte alle campagne nella guerra di successione di Mantova.
Nel 1631 cambia il proprietario e prende così il nome di reggimento di Marolles. Nel 1635 combatté a Candia Lomellina e Luserna. Nel 1640 assunse la denominazione di Reggimento francese "di sua altezza reale".
Nel 1640 diventa Reggimento Francese di S.A.R. Nel 1664 riceve il nome di Reggimento Savoia di S.A.R. È il secondo in ordine di anzianità. Nel 1720 ha una forza ufficiale di due battaglioni.
Nel 1659 prese parte alla guerra austro-spagnola con il nome di Reggimento "De Challes" su 10 compagnie di savoiardi. Nell'ambito delle riforme militari del duca Carlo Emanuele II, che riordinò l'esercito ducale basandolo su reggimenti nazionali, l'unità venne ridenominata Reggimento "di Savoia di sua altezza reale", diventando il secondo reggimento per anzianità dopo il Reggimento Guardie. Quale segno di onore e distinzione il Reggimento portava al collo una fettuccia di colore rosso, colore predominante dello stemma di Casa Savoia: per tale motivo il reggimento è anche noto come “Cravattes Rouges” (cravatte rosse).
Nella prima metà del XVIII secolo l'Europa fu scossa da un susseguirsi di conflitti e il reggimento partecipò a vari fatti d'arme e prese parte alle battaglie della guerra della Lega di Augusta (1690-97), combattendo nella battaglia di Staffarda nella quale l'Esercito sabaudo fu sconfitto dai francesi comandati dal generale Catinat.
Tra il 1703 ed il 1713 il reggimento partecipò agli scontri della guerra di successione spagnola (1701-1713) contro i francesi.
Il Reggimento combatté in varie battaglie tra cui la battaglia di Luzzara che ebbe luogo il 15 agosto 1702.
Nel 1704 il Reggimento si batté durante l'assedio di Vercelli da parte dell'esercito del duca di Vendome.
Nel 1706 il reggimento partecipò alla battaglia di Torino contro i soldati franco-spagnoli. I reggimenti che vi presero parte, in ordine di anzianità, furono i seguenti: Guardie, Savoia, Aosta, Monferrato, Piemonte, Croce Bianca, Saluzzo, Chablais, Fucilieri, Nizza, Cortanze, Trinità e Maffei.

Alla fine della guerra, i Savoia, con il trattato di Utrecht, si videro restituito il contado di Nizza e ricevettero la Sicilia, e con essa il titolo di re per Vittorio Amedeo II di Savoia ed i suoi successori, oltre a tutta l'alta valle di Susa, Pinerolo e parti del territorio milanese.

Bandiera del reggimento Savoia durante la guerra di successione austriaca.

Nel 1713 re Vittorio Amedeo II nel suo viaggio in Sicilia per prendere possesso dei nuovi territori siciliani, venne seguito dal II battaglione del reggimento a cui si aggiunsero poi anche gli altri. Nel 1719 il reggimento combatté a Messina contro gli spagnoli.
Nel 1720 re Vittorio Amedeo II, con il trattato dell'Aia (20 febbraio 1720), ottenne l'isola di Sardegna con il titolo di re di Sardegna in cambio della Sicilia e il Reggimento al completo tornò ad avere sede in Piemonte.
Nel 1733-1735 il reggimento partecipò alle campagne d'armi della guerra di successione polacca al fianco dei francesi a cui il Regno di Sardegna si era alleato contro l'Austria.
Interviene all'inizio del conflitto nell'assedio di Gera Pizzighettone (6 novembre-8 dicembre 1733). I due battaglioni sono a Milano durante l'assedio del Castello Sforzesco (16 dicembre 1733-2 gennaio 1734). Nel 1734 il reggimento partecipa alle due principali battaglie: Parma (29 giugno) e Guastalla (19 settembre), dove solo il 2º battaglione partecipa allo scontro. Nel 1735 il corpo fa campagna con l'esercito piemontese nella parte orientale della Lombardia e nella parte occidentale del Lago di Garda fino alla fine della guerra.
Nel 1742-1748 il Reggimento prende parte alle campagne d'armi della guerra di successione austriaca.

Uniforme del Reggimento Savoia all'epoca della guerra delle Alpi.

Nella primavera del 1742 il reggimento inizia le ostilità marciando sulla via Emilia per occupare Parma e Piacenza.  Nel 1743 si distingue nella battaglia di Camposanto. Quando, in coordinamento con il Reggimento Piemonte e il Reggimento Rhebinder, attacca la linea spagnola spezzando l'ala destra. Un battaglione spagnolo, il 1° del Reggimento Guadalaxara, si fa tagliare la strada della ritirata e prende posizione in una fattoria vicino a Camposanto. Il tenente colonnello barone de Chabod alla testa del reggimento, con un l'appoggio del fuoco d'artiglieria, sconfigge l'unità spagnola prendendo tre bandiere e 410 prigionieri. Nello stesso anno un esercito combinato franco-spagnolo è all'offensiva sul teatro delle Alpi: L'8 ottobre il Savoia affronta la brigata degli Angiò a Pontechianale in Valle Varaita. Nel 1744 la Savoia conosce il suo giorno più triste: di nuovo sulle Alpi, e di nuovo in Valle Varaita, in una terribile lotta sanguinosa intorno alla ridotta del Monte Cavallo (19 luglio) il 1º battaglione della Savoia perde 154 uomini e il suo coraggioso comandante Charles Filibert Du Verger. Ma a Madonna dell'Olmo (30 settembre) il Savoia è di nuovo riunita e viene schierato sulla sinistra dello schieramento. L'anno successivo l'offensiva di Maillebois schiaccia il piano strategico difensivo di Carlo Emanuele III. Alla battaglia di Bassignana (27 settembre) la Savoia è sulla destra ed è costretta a ritirarsi con il resto dell'esercito piemontese. Nel 1746 il reggimento ha un ruolo importante durante la controffensiva del barone Leutrum, soprattutto durante il secondo assedio di Valenza (17 aprile-3 maggio). Lo stesso anno partecipa all'assedio della fortezza del Priamar a Savona (1-18 dicembre). Il 2º battaglione prende posizione sul teatro ligure fino alla fine della guerra, mentre il 1º battaglione nel 1747 è presente sulle Alpi e durante la battaglia dell'Assietta è nelle forze di riserva sul crinale dell'omonimo pianoro.
Prese parte alla guerra contro la Francia rivoluzionaria ma, una volta sconfitto il regno sardo, nel 1798 il Reggimento venne sciolto e, con elementi dei Reggimenti di Aosta e di Lombardia, confluì nella 1ª Mezza brigata di linea al servizio della Francia. Tale unità venne infine sciolta nel 1799.
Nel 1800 venne ricostituito quale Reggimento "Savoia" e partecipò assiduamente alle campagne contro la Francia, per essere poi sciolto dopo la battaglia di Marengo.
Nel 1814, con la Restaurazione del Regno di Sardegna, il reggimento venne ricostituito. L'anno successivo diventò Brigata "Savoia". Nel 1831, con la riforma San Martino d'Agliè, la Brigata si strutturò su due reggimenti “gemelli”, il 1º e 2º Fanteria, dei quali il 1° è l'erede e prosecutore dell'antico reggimento.

## Principali battaglie
- Battaglia di Staffarda
- Battaglia di Luzzara
- Assedio di Torino
- Assedio di Pizzighettone
- Battaglia di San Pietro
- Battaglia di Guastalla
- Battaglia di Camposanto
- Prima battaglia di Casteldelfino
- Seconda battaglia di Casteldelfino
- Battaglia di Madonna dell'Olmo
- Assedio di Valenza (1745)
- Passaggio della Chiusella